# Troisième circonscription de la préfecture de Gifu
La troisième circonscription de la préfecture de Gifu (岐阜県第3区, Gifu-ken dai-san-ku) est l'une des cinq circonscriptions législatives que compte la préfecture de Gifu au Japon.

## Description géographique
Entre 1994 et 2013, la troisième circonscription de la préfecture de Gifu était composée des villes de Seki, Mino, Hashima et Kakamigahara ainsi que des districts de Hashima, Motosu, Yamagata (ja) et Mugi (ja).
Depuis 2013, elle englobe les villes de Seki, Mino, Hashima, Kakamigahara, Yamagata, Mizuho et Motosu et les districts de Hashima et Motosu. Elle comprenait également une partie de la ville de Gifu de 2013 à 2022,.

## Députés
| Législature | Début de mandat | Fin de mandat | Député élu           | Parti politique | Parti politique |
| ----------- | --------------- | ------------- | -------------------- | --------------- | --------------- |
| 41e         | 1996            | 2000          | Kabun Mutō           |                 | PLD             |
| 42e         | 2000            | 2003          | Kabun Mutō           |                 | PLD             |
| 43e         | 2003            | 2005          | Kabun Mutō           |                 | PLD             |
| 44e         | 2005            | 2009          | Yōji Mutō (ja)       |                 | PLD             |
| 45e         | 2009            | 2012          | Yasuhiro Sonoda (ja) |                 | PDJ             |
| 46e         | 2012            | 2014          | Yōji Mutō            |                 | PLD             |
| 47e         | 2014            | 2017          | Yōji Mutō            |                 | PLD             |
| 48e         | 2017            | 2021          | Yōji Mutō            |                 | PLD             |
| 49e         | 2021            | 2024          | Yōji Mutō            |                 | PLD             |
| 50e         | 2024            | -             | Yōji Mutō            |                 | PLD             |